# Muscle rotateur
Le terme muscle rotateur peut désigner :
- de façon générique un muscle squelettique provoquant la rotation d'un segment du corps par rapport à un segment voisin.,
- en particulier un des muscles rotateurs situés dans le dos dans la partie profonde des gouttières vertébrales